# Río Omoloy
El río Omolóy (del ruso: Омолой) es un importante río de Rusia que discurre por la parte septentrional de Siberia y que desemboca en el mar de Láptev, al este del río Lena. Tiene una longitud de 593 km y drena una cuenca de 38.900 km². Administrativamente, todo el curso y la cuenca del Omoloy pertenecen a la República de Sajá (Yakutia), uno de los sujetos federales de la Federación Rusa.
El Omolóy nace en la parte occidental de las extensas tierras altas de Siberia Oriental, en el este de la cordillera Verjoyansk, a unos 650 m de altitud. Discurre en dirección norte en una zona de media montaña, paralelo por el oeste al río Bytantay (un afluente del río Yana), para luego adentrarse en una región muy llana de tundra hasta su boca, situada en la costa oriental del golfo de Buor-Jaya. El río Omolóy congela en octubre y se mantiene helado hasta finales de mayo o principios de junio. Sus principales afluentes son los ríos Buchuruk (138 km), Ulachán-Baky, Sieminde (98 km), Kuranach-Jurjach (203 km), Arga-Jurjach (264 km) y Ulachán-Kjuegjuljur (187 km). El río discurre por una zona muy poca habitada, siendo Namy el principal asentamiento en su curso, localizado cerca de la confluencia con el Ulachán-Baky.
El bisonte estepario de Beringia, ahora extinto, solía tener su hábitat en la cuenca del río Omolóy. En la desembocadura del río está desarrollada la pesca del ómul.